# Temperatura effettiva (termotecnica)
La temperatura effettiva è un indice empirico che tiene conto degli effetti combinati della temperatura dell'aria, del suo grado di umidità, oltre che della sua velocità.
Tale indice è oggi in disuso essendo stato sostituito dalla più rigorosa definizione di nuova temperatura effettiva, proposto nel 1971.
Scopo dell'indice è fornire un indice di valutazione della temperatura percepita da un soggetto, che, oltre che della temperatura dell'aria, tenga conto del suo grado di umidità e della presenza di vento.
La definizione si basa sul presupposto che la sensazione di benessere di un individuo sia basata su due parametri fisiologici:
1. temperatura della pelle
2. frazione di area cutanea bagnata dal sudore.

È definita come "la temperatura dell'aria e delle pareti nere di un ambiente virtuale uniforme, con aria calma e con umidità pari al 50%, nel quale un generico soggetto scambierebbe, mediante il complesso dei tre meccanismi di conduzione, convezione ed evaporazione, la stessa potenza termica scambia nell'ambiente reale, avendo la stessa temperatura cutanea, la stessa area di pelle bagnata e con la stessa velocità dell'aria".